# Grossglockner

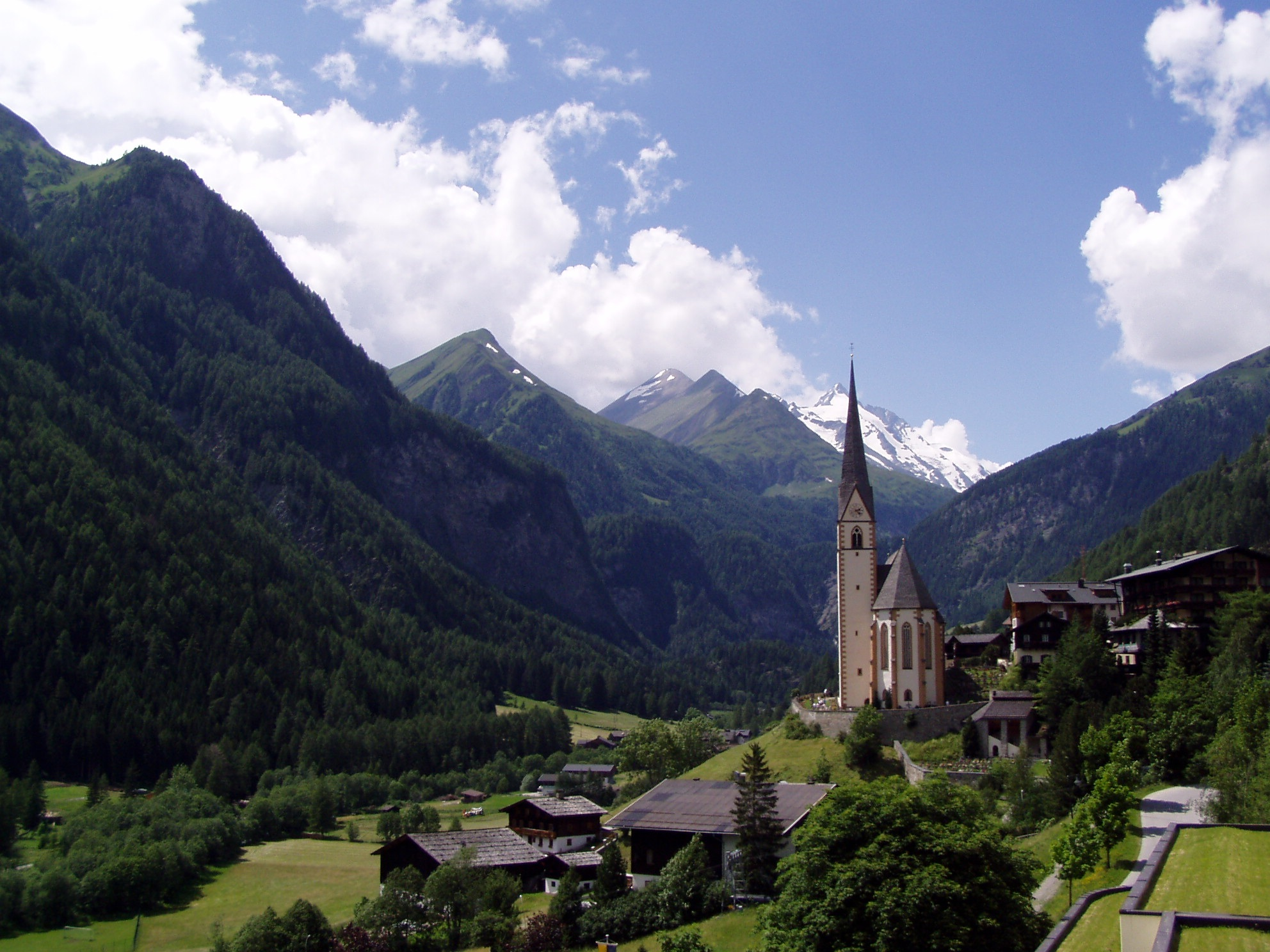
Grossglockner syns bakom Sankt Vincents tornspira, i övre Mölltal, Kärnten.

Grossglockner (tyska: Großglockner samt Veliki Klek på kärntnerslovenska) är det högsta berget i Österrike. Grossglockner har en höjd på 3 798 meter över havet. Berget bestegs för första gången år 1800 av en expedition ledd av Franz-Xaver Salm-Raifferscheid.
Glaciären Pasterze utgår från toppen och är med en längd på runt 9 km östalpernas längsta glaciär. Namnet ”pasterze” lär ha gammelslovenskt ursprung och betecknar ett område som är lämpligt för vallning. Översilningsmarkerna under glaciärfronten har bra bete. 
Ursprunget till namnet Glockner har ofta förklarats av dess klocklika form, vilket Belszar Hacquet gjorde redan 1784. En annan hypotes är att det är en avledning från ordet ”Glocken” som på 1400-talet användes för ”sluten veckning”, vilket bergets form kan sägas spegla. En härledning från dialektalordet ”klocken” (dåna) som skulle kunna syfta på oljuden från rasande is- och stenmassor på bergets sluttning har också diskuterats. Med anledning av alpslavernas (se Karantanien) långa historia i området är det också möjligt att namnet kommer av det gammelslovenska ”klek” för en "krökt topp", vilket i sig kanske är ursprunget till det ord för ”sluten veckning” som på 1400-talet användes i tyskan.